# Maizilly
Maizilly és un municipi francès situat al departament del Loira i a la regió d'Alvèrnia-Roine-Alps. L'any 2007 tenia 319 habitants.

## Demografia

### Població
El 2007 la població de fet de Maizilly era de 319 persones. Hi havia 135 famílies de les quals 33 eren unipersonals (21 homes vivint sols i 12 dones vivint soles), 49 parelles sense fills, 49 parelles amb fills i 4 famílies monoparentals amb fills.
La població ha evolucionat segons el següent gràfic:
Habitants censats

### Habitatges
El 2007 hi havia 173 habitatges, 132 eren l'habitatge principal de la família, 12 eren segones residències i 29 estaven desocupats. 139 eren cases i 33 eren apartaments. Dels 132 habitatges principals, 103 estaven ocupats pels seus propietaris, 26 estaven llogats i ocupats pels llogaters i 3 estaven cedits a títol gratuït; 7 tenien dues cambres, 18 en tenien tres, 40 en tenien quatre i 67 en tenien cinc o més. 109 habitatges disposaven pel capbaix d'una plaça de pàrquing. A 55 habitatges hi havia un automòbil i a 70 n'hi havia dos o més.

### Piràmide de població
La piràmide de població per edats i sexe el 2009 era:
| Homes | Edats   | Dones |
| ----- | ------- | ----- |
| 0     | 95 o +  | 0     |
| 0     | 90 a 94 | 1     |
| 1     | 85 a 89 | 3     |
| 1     | 80 a 84 | 4     |
| 2     | 75 a 79 | 3     |
| 8     | 70 a 74 | 6     |
| 13    | 65 a 69 | 5     |
| 10    | 60 a 64 | 11    |
| 3     | 55 a 59 | 11    |
| 15    | 50 a 54 | 10    |
| 15    | 45 a 49 | 10    |
| 14    | 40 a 44 | 12    |
| 8     | 35 a 39 | 11    |
| 7     | 30 a 34 | 6     |
| 9     | 25 a 29 | 8     |
| 5     | 20 a 24 | 10    |
| 10    | 15 a 19 | 19    |
| 7     | 10 a 14 | 8     |
| 10    | 5 a 9   | 7     |
| 8     | 0 a 4   | 7     |

## Economia
El 2007 la població en edat de treballar era de 215 persones, 170 eren actives i 45 eren inactives. De les 170 persones actives 148 estaven ocupades (84 homes i 64 dones) i 21 estaven aturades (9 homes i 12 dones). De les 45 persones inactives 15 estaven jubilades, 16 estaven estudiant i 14 estaven classificades com a «altres inactius».

### Ingressos
El 2009 a Maizilly hi havia 135 unitats fiscals que integraven 328 persones, la mediana anual d'ingressos fiscals per persona era de 17.679 €.

### Activitats econòmiques
Dels 3 establiments que hi havia el 2007, 1 era d'una empresa de fabricació d'altres productes industrials, 1 d'una empresa de comerç i reparació d'automòbils i 1 d'una empresa d'hostatgeria i restauració.
Dels 2 establiments de servei als particulars que hi havia el 2009, 1 era un taller de reparació d'automòbils i de material agrícola i 1 restaurant.
L'any 2000 a Maizilly hi havia 16 explotacions agrícoles que ocupaven un total de 129 hectàrees.

## Poblacions més properes
El següent diagrama mostra les poblacions més properes.